# San Lino (título cardenalicio)
San Lino es un título cardenalicio diaconal de la Iglesia Católica. Fue instituido por el papa Benedicto XVI en 2010 con la bula Purpuratis Patribus.

## Titulares
- Giovanni Coppa (24 de noviembre de 2007 - 16 de mayo de 2016)
- Giovanni Angelo Becciu (28 de junio de 2018)